# Tibern
Tibern (italienska Tevere, latin Tiberis) är Italiens tredje längsta flod. Den startar vid Fumaiolo i de toskanska Apenninerna nordost om Arezzo och flyter via Umbrien och Toscana för att mynna ut i Tyrrenska havet utanför huvudstaden Rom. Den är 405 km lång och en av Italiens mest kända floder. 
Tibern är Roms främsta vattenkälla.

## Broar
Vid sidan av moderna broar finns även flera antika broar (mestadels endast för gående) delvis (Pons Mulvius och Pons Aelius) eller helt (Pons Fabricius, Pons Cestius) bevarade samt Ponte Rotto där bara ett spann finns bevarat.

## Sträckning
Floden rinner upp vid Fumaiolo i centrala Italien och flyter huvudsakligen i sydlig riktning, passerar Perugia och Rom och möter havet vid Ostia. Den kallas populärt flavus (den blonda), med tanke på det gulaktiga vattnet. Mynningen har förflyttats cirka tre kilometer sedan romartiden och lämnat den antika hamnen Ostia Antica sex kilometer inåt land.
Den bildar inget delta på grund av de starka nordliga kustnära havsströmmarna, de branta kusterna och långsam tektonisk landhöjning.

## Namn och legender
Troligen är namnet Tiber pre-latin, liksom det romerska namnet Tibur (modernt Tivoli). Det kan ursprungligen vara etruskiskt eller italiska, troligen besläktat med det keltiska ordet dubr (vatten). 
Den legendariske kungen Tiberinus Silvius, nummer nio i Alba Longas regentlängd, sades ha drunknat i floden Albula, som därefter döptes om till hans ära.
Myten kan förklara ett tidigare preindoeuropeiskt namn på floden, Alba (vit) med sediment. Enligt legenden ska Jupiter gjorts till gud och vaktande ande över floden. Detta gav upphov till den romerska skildringen av floden som en kraftfull flodgud, även kallad Tiberinus, med strömmar av vatten forsande från hår och skägg. 
Det var troligen i Tibern som tvillingarna Romulus och Remus (Roms grundare) kastades som spädbarn.

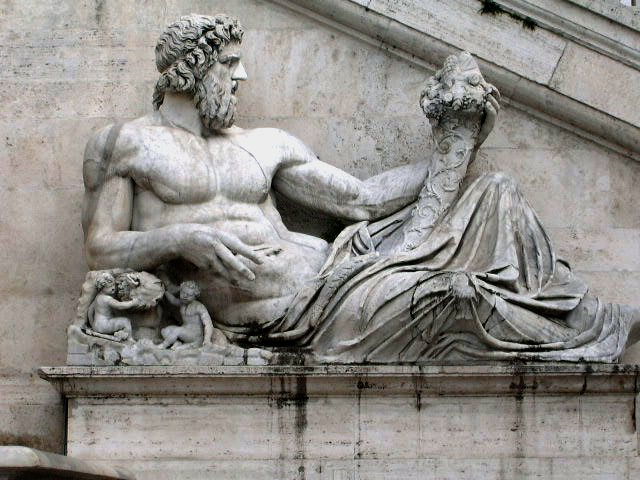
Tiberinus med ymnighetshorn.